# Раздел царства Цзинь
Раздел царства Цзинь (кит. трад. 三家分晉, упр. 三家分晋, пиньинь Sān Jiā Fēn Jìn, палл. Сань цзя фэнь Цзинь; буквальный перевод: «три семьи разделили Цзинь») — крупное событие древнекитайской истории, считающееся водоразделом между периодом Вёсен и Осеней и периодом Воюющих царств. В результате раздела на месте северокитайского царства Цзинь образовались государства Чжао, Вэй и Хань. Дезинтеграция цзиньской государственности заняла несколько десятилетий, хотя отдельные историки с известной степенью условности приурочивают раздел к 481, 475, 468 или 403 г. до н. э.

## Предыстория
В 657-651 годах в царстве Цзинь произошёл мятеж наложницы Ли Цзи, которая попыталась сделать наследником престола своего сына. После подавления этого мятежа правители Цзинь во избежание междоусобиц между наследниками престола отошли от ранее принятого принципа назначать сыновей управляющими уделов и стали отстранять принцев от власти, опираясь на назначенных чиновников. Результат оказался неожиданным для правителей Цзинь, поскольку это привело к появлению на территории царства множества сильных феодальных кланов, которые вступили между собой в борьбу, почти не обращая внимания на правящую династию, власть которой стала лишь номинальной. В ходе этой жестокой борьбы, когда сильные кланы беспощадно уничтожали слабых и захватывали их земли, к началу V века до нашей эры число "сильных домов" в Цзинь сократилось до шести. В 490 году до нашей эры  кланы Фань (范) и Чжунхан (中行) подняли мятеж. Он был подавлен объединёнными усилиями кланов Чжао (趙), Вэй (魏), Хань (韩) и Чжи (智), которые затем разделили между собой земли уничтоженных мятежных кланов. После этого четыре оставшихся клана, формально оставаясь вассалами Цзинь встали вровень по могуществу с правителями крупных независимых царств. Хотя число правящих в Цзинь кланов сократилось до четырёх, среди них клан Чжи занял безусловно господствующее положение, оказывая решающее влияние на все ещё номинально правящий дом Цзинь. Однако важнее влияния на правящий дом было то, что войско Чжи, одержавшее множество побед, намного превосходило войско любого другого из трех прочих кланов. Именно это было подлинной основой могущества клана Чжи.

## Гражданская война
В 454 году до н. э. глава рода Чжи — Чжи Бояо (智伯瑤), поставив у власти в Цзинь Ай-гуна, решил покончить с соперниками и потребовал у кланов Чжао, Вэй и Хань отдать ему земли, доставшиеся им при разделе владений кланов Фань и Чжунхан. Кланы Хань и Вэй не посмели протестовать и подчинились, но клан Чжао отказался это сделать. Чжи Бо повёл свои войска против Чжао, заставив присоединиться к нему кланы Хань и Вэй. Чжаоский глава Сян-цзы (趙襄子) перед лицом превосходящих сил трёх кланов по совету своего первого министра Чжан Мэнтуна (張孟談) отступил под защиту стен Цзиньяна (сейчас город Тайюань в провинции Шаньси). Этот город был избран для укрытия и обороны клана потому, что он в течение долгого времени хорошо управлялся, и ввиду этого его население было очень преданным правителю Чжао. Чжан Мэнтун подготовил город к обороне насколько смог, переправив туда казну клана, имевшиеся запасы продовольствия и оружия и отремонтировав городские стены.

## Осада и интриги
Войска трёх кланов осаждали Цзиньян более двух лет. Они не стали штурмовать Цзиньян, поскольку Чжи Бояо сказал, что все, что ему надо для уничтожения города, это вода. Для этого он приказал войскам отвести воды реки Фэньшуй и построить большую дамбу, чтобы затопить осажденный город. Однако это полностью сделать не удалось — стены города ненамного, но всё же возвышались над уровнем воды. Тем не менее Цзиньян оказался в крайне бедственном положении, вода проникла в него повсюду и затопила его на высоту трёх этажей и чжаосцам приходилось жить в своего рода «гнёздах» и готовить еду на подвешенных над водой котлах. К третьему году осады в городе запасы продовольствия закончились полностью и там начался голод.
Со временем голод усилился и осаждённые чжаосцы были доведены им до крайности, до людоедства. Тогда уже сам чжаоский глава сказал Чжан Мэнтуну, что ему нечем кормить его чиновников, которые голодают и ввиду совершенно безвыходного положения он уже готов сдаться, но только пока не решил, какому из трёх осаждающих кланов. Однако первый министр считал, что сдаться никогда не поздно и что у Чжао всё ещё есть шанс выиграть в гражданской войне. Он убедил Сян-цзы не сдаваться, а использовать последнюю возможность и тайно послать его договориться с главами родов Вэй и Хань против клана Чжи.
Чжаоский посол блестяще справился со своей секретной миссией, и оба клана перешли на сторону Чжао. При встрече главы Вэй и Хань признались, что давно уже хотели восстать против тирании клана Чжи. Вэйский глава Хуан Ци (魏桓子) и ханьский глава Кан Ци (韓康子) одинаково опасались агрессивности и жестокости главы Чжи и боялись, что вслед за уничтожением клана Чжао их может постигнуть такая же судьба. Они довольно легко согласились вступить в союз с Чжао и, обсудив свои планы, назначили дату совместного выступления.
Услышав от Чжан Мэнтуна эту радостную новость, чжаоский глава несколько раз поклонился ему, что было неслыханным проявлением благодарности правителя своему министру. Но чжиский министр Ю Чи (郤疵) заподозрил кланы Вэй и Хань в мятежных настроениях и предупредил об этом Чжи Бо, сказав, что главы Вэй и Хань не только не высказывают радости по поводу ожидаемого падения Чжао, но скорее даже встревожены такой перспективой. Однако Чжи Бо не только проигнорировал предупреждение Ю Чи, но и рассказал о совершенно необоснованных, по его мнению, о подозрениях своего министра главам Вэй и Хань. Оскорблённый таким недоверием Ю Чи предпочёл уехать в царство Ци в качестве посла от клана Чжи.
Ещё один из членов чжиского клана, Чжи Го (智過), случайно увидев глав Вэй и Хань после тайной встречи, также заподозрил их по поведению в заговоре, поскольку они вели себя намного более свободно и решительно, чем раньше. Он предупредил об этом Чжи Бо. Но чжиский глава снова не поверил сообщению о заговоре, твердо уверенный, что восставать против него кланам Вэй и Хань совершенно невыгодно, поскольку они всё равно должны были получить свою долю при разделе земель Чжао, падение которого он считал предрёшенным. Вместо этого он снова, демонстрируя доверие, рассказал о подозрениях Чжи Го главам Хань и Вэй.
На следующий день при встрече с Чжи Го те уже вели себя гораздо осторожнее. После этого Чжи Го, окончательно убедившись по разительной перемене их поведения в заговоре, потребовал казнить обоих глав кланов и встретил очередной отказ правителя. Проявив настойчивость, он выдвинул другой план, предложив перетянуть обратно на свою сторону кланы Вэй и Хань, подкупив их влиятельных первых министров (вэйского Чжао Цзя и ханьского Дуань Гуя) за счет доли чжаоских земель, предназначавшихся при разделе клану Чжи. И снова Чжи Бо отказал, не желая уменьшать свою долю добычи, которая, как он полагал, ему была уже гарантирована.
После всех бесплодных попыток раскрыть глаза правителю на надвигающуюся смертельную опасность Чжи Го понял, что клан Чжи обречён. Тогда, раз уж оказалось невозможным спасти весь клан, то он решил спасти по крайней мере самого себя и свою семью и покинул гибнущий клан Чжи, из предосторожности даже сменив свою фамилию на Фу (輔). Тем временем Чжан Мэнтун, узнав от вэйцев и ханьцев о растущих подозрениях в клане Чжи, сказал Сян-цзы, что надо выступить немедленно, пока Чжи Бо не передумал. Сян-цзы согласился с этим и послал Чжан Мэнтуна сообщить союзникам о начале совместной атаки. В результате выступление Чжао, Вэй и Хань против Чжи оказалось совершенно неожиданным для последнего.

## Решающая битва
В ночь на 8 мая 453 года до н. э. отряд отборных воинов Чжао внезапно атаковал и перебил охрану дамбы, сдерживавшей воды реки Фэньшуй. Затем чжаосцы сразу же привели в действие гениальный план использовать воду, примененную чжисцами для осады города, против самих же осаждающих: они разрушили плотину, направив на лагерь войска Чжи огромный поток воды, разделивший его надвое. Многометровый вал воды, копившейся в плотине в течение целого года, практически смыл лагерь Чжи, располагавшийся, к своему несчастью, как раз ниже дамбы, и вызвал там невероятный хаос. Воспользовавшись паникой, возникшей среди потрясенных чжисцев, не понимавших, что происходит и поначалу пытавшихся остановить потоки воды, на них с флангов напали войска Вэй и Хань, а с фронта атаковало войско Чжао.
Совместными усилиями кланы Вэй, Чжао и Хань разгромили войско клана Чжи. Победители вырезали правящую аристократию клана Чжи и из нее не спасся никто, за исключением Чжи Го, предусмотрительно изменившего свою фамилию и заранее бежавшего вместе с семьёй с предстоящего поля битвы. Чжи Бо близ Цзаотая был взят в плен и по приказу Сян-цзы был казнён. Поскольку в прошлом он часто оскорблял и унижал Сян-цзы, чжаоский глава утолил свою жажду мести, по древнему варварскому обычаю сделав из черепа убитого вражеского вождя чашу для питья вина. Такая чаша по традиции являлась государственной реликвией как доказательство большой победы, одержанной над сильным врагом. Поэтому её употребляли только в особых случаях, например, из неё правитель мог пить «клятвенное вино» при заключении важного межгосударственного договора.

## Последствия
Земли уничтоженного клана Чжи победители поровну разделили между собой, и с этого момента, то есть с 453 года до н. э., начинается история самостоятельных царств Чжао, Вэй и Хань. Все три царства быстро создали сильный бюрократический аппарат, исключив таким образом поползновения других аристократических родов на власть и соответственно возможность дальнейшего раскола своих государств из-за борьбы кланов за власть. Хотя царства Чжао, Вэй и Хань ещё долго называли «три Цзинь» (сань Цзинь), на деле каждое из них вело уже совершенно независимую политику, исходя только из собственных интересов, ничем в этом не отличаясь от прочих царств Поднебесной.
В 403 году до н. э. правители Чжао, Вэй и Хань чжоуским ваном были возведены в ранг чжухоу. Поскольку цзиньская династия имела тот же ранг, чжаоский, вэйский и ханьский правители как равные с ней уже и формально становились независимы от него. Этот момент считается концом царства Цзинь и о самостоятельной политике этого некогда ведущего царства в истории Китая более не упоминается.
На самом деле, однако, правителю Цзинь были оставлены некоторые территории. Это объясняется главным образом так называемым «ритуалом», то есть кодексом поведения культурного китайца, который должен был отличать его от дикаря и варвара. Этот кодекс, оказывавший довольно сильное влияние на поведение людей в древнем Китае, помимо прочего включал древнюю традицию почтительности к роду свергнутого правителя («сохранение падших царств, продолжение жертвоприношений [на их фамильных алтарях]» 存亡國，繼絕世). Оставленные у бывшей царской династии владения должны были обеспечить ей возможность приносить жертвы духам предков, что в древнем Китае почиталось чрезвычайно важным.
Однако у потомков бывших вассалов Цзинь почтение к свергнутой династии прошло. Согласно хроникам Сыма Цяня, на втором году правления Цзин-гуна (376 год до н. э.) вэйский У-хоу, ханьский Ай-хоу и чжаоский Цзин-хоу уничтожили потомков дома Цзинь и окончательно разделили между собой их земли на три части. Цзин-гун был переселён и стал простолюдином, наследственный дом Цзинь прекратил своё существование, и жертвоприношения его предкам больше не приносились. В хрониках имеется упоминание о том, что в 359 году до н. э. Чжао, Вэй и Хань разделили земли Цзинь (очевидно, оставшиеся), однако и на сей раз у бывшего правителя Цзинь отобрали не всё, ему оставили крохотное владение в Дуань. Дальнейшая судьба рода Цзинь, превратившегося из династии правителей могучей империи в заурядных помещиков, источниками не освещена.

## Трактовка событий в китайской исторической традиции
Философ-легист Хань Фэй-цзы, живший в конце периода Сражающихся царств, использовал эту битву как пример поражения правителя из-за жадности и извращенности, одной из «Десяти ошибок», которых правитель царства должен избегать всеми силами. Он считал, что из-за того, что Чжи Яо был слишком привязан к прибыли, он открыл себя для разрушения государства и собственной гибели.
Живший в эпоху династии Сун государственный деятель Сыма Гуан в своем историческом труде «Цзы чжи тун цзянь» («Всеобщее зерцало, управлению помогающее») приписывал поражение и гибель Чжи Яо отсутствию добродетели по сравнению с его талантами, из-за чего он навлек беду на себя и погубил своё государство.
После одержанной победы правитель Сян-цзы стал распределять награды, и тогда первым среди награждённых оказался некий чиновник Гао Гун, ничем не проявивший себя в обороне города. Возмущенный этим награждением Чжан Мэн-тун запротестовал: «В избавлении от трудностей в Цзиньяне только Гао Гун не имеет заслуг». На это Сян-цзы ответил: «Когда Цзиньян оказался в опасности, все чиновники растерялись, только Гао Гун не посмел нарушить нормы поведения чиновника. Вот почему я его поставил первым».